# 120
120 је била преступна година.

## Догађаји
- Римски цар Хадријан посећује Британију.

## Рођења
- Тацијан Сирски, хришћански писац и теолог (у. 180)

- Ветије Валенс, грчки астролог († 175)
- Иринеј Лионски, хришћански епископ и апологет
- Лукијан, сиријски реторичар и сатиричар (приближан датум)

## Смрти
- Матеј I, епископ јерусалимски

- Бан Чао, кинески историчар и филозоф (р. 49. )
- Дион Хризостом, грчки историчар
- Фаустин и Јовита, римски хришћански мученици
- Гетулије, римски официр и хришћански мученик
- Хермес, грчки хришћански мученик и светац
- Маркијан од Тортоне, римски епископ
- Никомах, грчки математичар (р. 60. )
- Плутарх, грчки филозоф
- Секст Педије, римски правник (р. 50.)
- Тацит, римски историчар
- Елевтерије Илирски